# Vaisseau sanguin
Pour les articles homonymes, voir vaisseau.
En anatomie, les vaisseaux sanguins sont des conduits qui transportent le sang dans l'organisme. 
Il existe cinq grands types de vaisseaux sanguins qui sont dans le sens de la circulation du sang :
- les artères,
- les artérioles,
- les capillaires,
- les veinules,
- les veines.

L'ensemble de ces vaisseaux sanguins forme le système ou réseau vasculaire sanguin. Les vaisseaux lymphatiques composant le système lymphatique et les vaisseaux sanguins forment le système vasculaire qui, avec le cœur, constituent l'appareil cardiovasculaire.

## Structure
À l'exception des capillaires, la paroi des vaisseaux sanguins est structurée en trois tuniques :
- une tunique externe (ou adventice) absente des capillaires,
- une tunique moyenne (ou média) également absente des capillaires,
- une tunique intime (ou intima) directement en contact avec le sang et constitué d'un endothélium reposant sur une lame basale conjonctive.

## Artère
Les artères sont les vaisseaux sanguins qui véhicule le sang entre le cœur et les artérioles.
Le sang est éjecté du cœur par deux artères principales l'aorte pour la circulation systémique et le tronc pulmonaire pour la circulation pulmonaire.
Toutes les artères sont des artères collatérales ou issues des bifurcations de ces deux artères.
La principale caractéristique des artères est de posséder des lame élastiques entre ses tuniques.
En fonction de la structure des différentes tuniques on distingue les artères élastique (ou conductrice) comme l'aorte, et les artères musculaires.
L'élasticité des artères permet à la paroi de s'adapter au changement de pression intraartérielle entre la pression systolique et la pression diastolique. 
Les structures musculaires lisses permettent de contrôler la pression artérielle.

## Artériole
Les artérioles sont les artères de petit calibre (diamètre de moins de 0,3 mm) amenant le sang dans les capillaires.
Leur tunique moyenne est composée de une à trois couches de cellules musculaires.
Contrairement aux artères, il n'y a pas de lame élastique entre la tunique moyenne des artérioles et ses deux autres tuniques. 
Leur paroi est innervée par le système nerveux sympathique qui contrôle les fibres musculaires lisses et le flux sanguin en direction des capillaires.
Les fibres musculaires en se contractant entraînent à la fois une réduction du flux sanguin tissulaire et une augmentation de la résistance à l'écoulement sanguin. Cette augmentation des résistances dites périphériques induit directement une élévation de la pression artérielle.

## Capillaire
Les capillaires ont un diamètre compris entre 5 et 10 µm. Leur paroi est composée uniquement d'un endothélium et d'une membrane basale. Ils communiquent entre eux et forment un réseau d'anastomoses. Ces réseaux sont en constante réorganisation. C'est le lieu d'échange principal entre les tissus et le sang. La vitesse très faible de l'écoulement du sang dans les capillaires assure un temps suffisant à la réalisation de ces échanges.
La longueur totale des capillaires des muscles du corps humain a été estimée en 1922 par August Krogh à près de 100 000 kilomètres. Avec cette approximation,  on avançait couramment que la mise à bout à bout des vaisseaux sanguins d'un individu permet d’effectuer plus de deux fois le tour complet de la Terre. Cependant Krogh se basait sur une valeur moyenne de 50 kg de muscles par individu, ce qui était erroné. Avec la connaissance de valeurs effectives de la masse musculaire et de la densité capillaire d'un adulte, des études plus récentes ont mis en avant une valeur, plus proche de la réalité, de 9 000 à 19 000 kilomètres,.

## Veinules
Les veinules sont les vaisseaux qui drainent le sang en provenance des capillaires. Elles convergent les unes vers les autres en augmentant de diamètre pour constituer les veines.

## Veine
Les veines sont les vaisseaux drainant le sang depuis les organes jusqu'au cœur. 
Leur structure est très proche des artères mais ne possèdent pas de lame élastique.
Le rapport entre le diamètre de la lumière de la veine et sa paroi est plus élevé que pour une artère.
Chez l'humain, les veines des membres inférieurs présentent des valvules anti-reflux facilitant la progression à sens unique du sang.

## Vasomotricité
La vasomotricité est la capacité des vaisseaux sanguins à modifier leur diamètre par la contraction ou le relâchement de leurs fibres musculaires lisses : le diminuer par vasoconstriction ou l'augmenter par vasodilatation. 
Cela permet de réguler le flux sanguin dans les différentes parties du corps en fonction de l'activité ou de la posture.
La tonicité des fibres musculaires est contrôlée par le système nerveux autonome, en particulier le système sympathique et diverses substances circulantes comme l'adrénaline, l'angiotensine II, ou l'oxyde nitrique.
Cette propriété permet de réguler la pression artérielle, de contrôler la distribution du flux sanguin, la thermorégulation et la réponse au stress.

## Aspect clinique
La science des vaisseaux sanguins s'appelle l'angiologie, pratiquée par des angiologues. 
Pour tester la résistance ou la fragilité d'un vaisseau sanguin, on a recours au test du tourniquet.

### Pathologie vasculaire systémique

#### Artérielle
- Athérosclérose : remaniement de l'intima des artères systémiques de gros et moyen calibre par accumulation segmentaire de lipides, glucides complexes, sang et produits sanguins, tissus adipeux, dépôts calcaires et autres minéraux.
- Vascularites : groupe de maladies impliquant l'inflammation des parois des vaisseaux sanguins de gros et moyen calibre, souvent d'origine auto-immune (maladie de Horton, maladie de Kawasaki…).
- Anévrysmes : dilatation localisée de la paroi d'une artère aboutissant à la formation d'une poche de taille variable.

#### Veineuse
- Insuffisance veineuse

#### Capillaire
- Angiomes : par anastomose trop précoce entre artérioles et veinules (angiome plan, Syndrome de Sturge-Weber, Angiome caverneux…).